# Cettia haddeni
Cettia haddeni là một loài chim trong họ Cettiidae.